# Anisodes subsimilis
Anisodes subsimilis là một loài bướm đêm trong họ Geometridae.